# Engelbert II. von der Mark

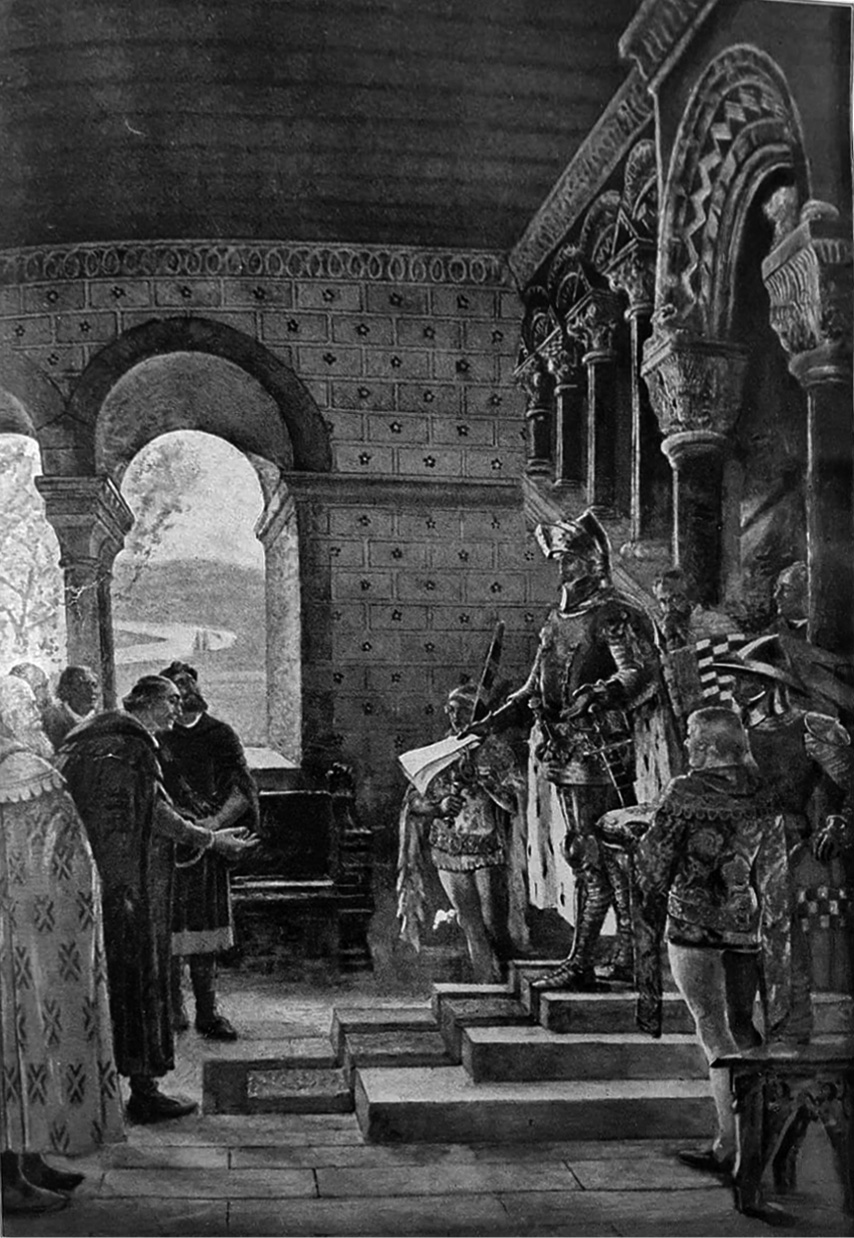
Ein Historiengemälde von Graf Engelbert II von der Mark im Bochumer Sitzungssaal, 1894. Er übergibt am 8. Juni 1321 die „Stadtrechte“.

Engelbert II. von der Mark († 18. Juli 1328) war Graf von der Mark und durch Heirat Graf von Aremberg.

## Familie
Er war Sohn und Erbe Graf Eberhards I. Vor dem 25. Januar 1298 heiratete er Mechtild von Aremberg († 18. März 1328), Tochter von Johann von Aremberg und Katharina von Jülich sowie Enkelin der Mechthild von Holte. Erbe der Grafschaft Mark wurde der Sohn Adolf. Der Arenbergsche Besitz fiel an den Sohn Eberhard. Weitere Söhne waren Everhard von der Mark (Dompropst in Münster) und Engelbert III. von der Mark (1364 bis 1368 Erzbischof von Köln) und eine Tochter Katharina war Äbtissin im Stift Essen.

## Leben
1299 erbte Engelbert die Grafschaft Arenberg (auch Aremberg genannt) von seinem Schwiegervater, dessen Linie 1299 im Mannesstamm erloschen war. Seit 1308 war er auch Nachfolger seines Vaters als Graf von der Mark und setzte dessen Politik fort. Die Aufrechterhaltung der märkischen Machtstellung konnte aber nur in Konfrontation mit dem Kölner Erzbischof Heinrich II. von Virneburg, der auch das benachbarte Herzogtum Westfalen beherrschte, sowie Bischof Ludwig II. von Münster gelingen. Dieser wurde 1323 vom Grafen gefangen genommen und nur nach Zahlung eines hohen Lösegeldes freigelassen. Im Zusammenhang mit den Wirren während des Thronstreites zwischen Friedrich von Habsburg und Ludwig von Bayern verbündete sich Engelbert zeitweise mit dem Kölner Erzbischof, der Friedrich unterstützte. Kurze Zeit später trat der Graf aber auf die Seite des Bayern. Er brachte den Erzbischof danach derart in Bedrängnis, dass dieser um einen Waffenstillstand bitten musste.
Graf Engelbert II. gilt als Förderer der Entwicklung von Bochum. Entgegen vereinfachter Darstellung verlieh er aber nicht die Stadtrechte. Am 8. Juni 1321 bestätigte er auf der Burg Blankenstein nur tatsächliche Zustände im Bereich der Befugnisse des Schultheißen.
Durch Erbteilung wurde sein erstgeborener Sohn Adolf II. von der Mark Nachfolger in der Mark (auch Marck), in Arenberg hingegen erbte sein zweiter Sohn Eberhard I. von der Marck-Arenberg. Dieser begründete die 1541 im Mannesstamm erloschene Linie Marck-Arenberg, die fortan die Grafen von der Marck zu Arenberg stellte.

## Trivia
Neben Graf Engelbert II. ist auch sein Enkel Engelbert III. fest mit Bochums Stadtgeschichte verbunden.
Als - nach der Legende - dem Gründer des Bochumer Maiabendfestes ist für ihn die Engelbert-Statue errichtet.
Mitunter werden die beiden Grafen Engelbert verwechselt.